# Rheinwacht
Rheinwacht war eine von 1993 bis 2000 existierende Rechtsrock-Band aus Düsseldorf, die beim von Torsten Lemmer geführten Independent-Label Funny Sounds & Vision unter Vertrag stand und insgesamt neun Tonträger veröffentlichte. Der Name spielt auf das Lied Die Wacht am Rhein aus dem 19. Jahrhundert an.

## Bandgeschichte
Rheinwacht gründete sich 1993 um REP-Mitglied, Rock-Nord-Autor und Sänger Frank Krämer (nicht identisch mit dem Musiker von Stahlgewitter und Halgadom) in Düsseldorf und bestand aus ehemaligen Mitgliedern der Gruppen Volkstroie und Störkraft. Die Band stand bei Thorsten Lemmers Label Funny Sounds unter Vertrag. Lemmer, der Ex-Störkraft-Manager, versuchte mit Funny Sounds ein neues Rechtsrock-Label zu initiieren und schrieb den Titelsong Neue Macht des ersten Rheinwacht-Albums, das schließlich 1994 die erste Veröffentlichung des Labels wurde. Das Album verkaufte sich nach Lemmers Angaben mehrere tausend Mal. Krämer zählte zu Lemmers engsten Vertrauten. Bis zur Auflösung 2000 spielte die Band insgesamt neun Tonträger ein.
Hinzu kam mit WM-Blöker noch ein Projekt zusammen mit 08/15. Bei diesem sang Lemmer selbst. Auf der 1994 veröffentlichten Single spielte die Band das Lied Weltmeister ’94, im Original von 08/15, in einer Rock-Version.

## Stil
Nach Störkraft, die auf ihrer letzten Veröffentlichung ähnlich agierten, versuchte Rheinwacht ebenfalls zwar den rechtsextremen Skinhead-Markt zu bedienen, aber die Anschläge von Mölln und Lichtenhagen abzulehnen. Eine diesbezügliche Absage findet sich im Stück Valhalla vom Debütalbum. Die Selbststilisierung als Skinheads schwand vom ersten bis zum letzten Album. Die Band verstand sich als patriotisch und nationalistisch.

## Diskografie

### Alben
- 1994: Neue Macht (Funny Sounds)
- 1995: Lieber tot als ohne Ehre (Funny Sounds, indiziert[8])
- 1997: Wellen der freiheit (Funny Sounds)
- 1998: Ich meine dich! (Funny Sounds)
- 1999: Du bist Deutscher (Rock-O-Rama)
- 2000: Retter der Nation (Rock-O-Rama)
- 2000: Vergangene Zeiten (Split-CD mit Sturmwehr,  Wotan Records)

### EPs/Singles
- 1994: Trunkenbolde (Split-EP mit Tollwut, Funny Sounds)
- 1995: Der neue Aufrihr (EP, Funny Sounds Records)

### Kompilationen
- ????: Im Kreuzfeuer (Rock Nord)